# Critics' Choice Award al miglior cast corale
Il Critics' Choice Award al miglior cast corale (Critics' Choice Movie Award for Best Acting Ensemble) è un premio cinematografico assegnato annualmente nel corso dei Critics' Choice Awards (in precedenza noti anche come Critics' Choice Movie Awards).

## Vincitori e candidati
I vincitori sono indicati in grassetto.

### Anni 2000
- 2002
  - Gosford Park
  - Ocean's Eleven - Fate il vostro gioco (Ocean's Eleven)
  - I Tenenbaum (The Royal Tenenbaums)
- 2003
  - Chicago
  - Il mio grosso grasso matrimonio greco (My Big Fat Greek Wedding)
  - The Hours
- 2004
  - Il Signore degli Anelli - Il ritorno del re (The Lord of the Rings: The Return of the King)
  - A Mighty Wind - Amici per la musica
  - Love Actually - L'amore davvero (Love Actually)
  - Mystic River
- 2005
  - Sideways - In viaggio con Jack (Sideways)
  - Closer
  - Ocean's Twelve
  - Le avventure acquatiche di Steve Zissou (The Life Aquatic with Steve Zissou)
- 2006
  - Crash - Contatto fisico (Crash)
  - Good Night, and Good Luck.
  - Rent
  - Sin City
  - Syriana
- 2007
  - Little Miss Sunshine
  - Radio America (A Prairie Home Companion)
  - Babel
  - Bobby
  - Dreamgirls
  - The Departed - Il bene e il male (The Departed)
- 2008
  - Hairspray - Grasso è bello (Hairspray)
  - Onora il padre e la madre (Before the Devil Knows You're Dead)
  - Gone Baby Gone
  - Juno
  - Non è un paese per vecchi (No Country for Old Men)
  - Sweeney Todd - Il diabolico barbiere di Fleet Street (Sweeney Todd: The Demon Barber of Fleet Street)
- 2009
  - Milk
  - Il dubbio (Doubt)
  - Rachel sta per sposarsi (Rachel Getting Married)
  - Il curioso caso di Benjamin Button (The Curious Case of Benjamin Button)
  - Il cavaliere oscuro (The Dark Knight)

### Anni 2010
- 2010
  - Bastardi senza gloria (Inglourious Basterds)
  - Nine
  - Precious
  - Star Trek
  - Tra le nuvole (Up in the Air)
- 2011
  - The Fighter
  - I ragazzi stanno bene (The Kids Are All Right)
  - Il discorso del re (The King's Speech)
  - The Social Network
  - The Town
- 2012
  - The Help
  - The Artist
  - Le amiche della sposa (Bridesmaids)
  - Paradiso amaro (The Descendants)
  - Le idi di marzo (The Ides of March)
- 2013
  - Il lato positivo - Silver Linings Playbook (Silver Linings Playbook)
  - Argo
  - Marigold Hotel (The Best Exotic Marigold Hotel)
  - Les Misérables
  - Lincoln
  - Moonrise Kingdom - Una fuga d'amore (Moonrise Kingdom)
- 2014
  - American Hustle - L'apparenza inganna (American Hustle)
  - 12 anni schiavo (12 Years a Slave)
  - I segreti di Osage County (August: Osage County)
  - The Butler - Un maggiordomo alla Casa Bianca (The Butler)
  - Nebraska
  - The Wolf of Wall Street
- 2015
  - Birdman
  - Boyhood
  - Grand Budapest Hotel (The Grand Budapest Hotel)
  - The Imitation Game
  - Into the Woods
  - Selma - La strada per la libertà (Selma)
- 2016 (Gennaio)
  - Il caso Spotlight (Spotlight)
  - La grande scommessa (The Big Short)
  - The Hateful Eight
  - Straight Outta Compton
  - L'ultima parola - La vera storia di Dalton Trumbo (Trumbo)
- 2016 (Dicembre)
  - Moonlight
  - Le donne della mia vita (20th Century Women)
  - Barriere (Fences)
  - Hell or High Water
  - Il diritto di contare (Hidden Figures)
  - Manchester by the Sea
- 2018
  - Tre manifesti a Ebbing, Missouri (Three Billboards Outside Ebbing, Missouri)
  - Dunkirk
  - Lady Bird
  - Mudbound
  - The Post
- 2019
  - La favorita (The Favourite)
  - Black Panther
  - Crazy & Rich (Crazy Rich Asians)
  - Vice - L'uomo nell'ombra (Vice)
  - Widows - Eredità criminale (Widows)

### Anni 2020
- 2020
  - The Irishman, regia di Martin Scorsese
  - Bombshell - La voce dello scandalo (Bombshell), regia di Jay Roach
  - Cena con delitto - Knives Out (Knives Out), regia di Rian Johnson
  - C'era una volta a... Hollywood (Once Upon a Time... in Hollywood), regia di Quentin Tarantino
  - Parasite (Gisaenchung), regia di Bong Joon-ho
  - Piccole donne (Little Women), regia di Greta Gerwig
  - Storia di un matrimonio (Marriage Story), regia di Noah Baumbach
- 2021
  - Il processo ai Chicago 7 (The Trial of the Chicago 7), regia di Aaron Sorkin
  - Da 5 Bloods - Come fratelli (Da 5 Bloods), regia di Spike Lee
  - Judas and the Black Messiah, regia di Shaka King
  - Ma Rainey's Black Bottom, regia di George C. Wolfe
  - Minari, regia di Lee Isaac Chung
  - Quella notte a Miami... (One night in Miami...), regia di Regina King
- 2022
  - Belfast
  - Don't Look Up
  - The Harder They Fall
  - Licorice Pizza
  - Il potere del cane (The Power of the Dog)
  - West Side Story
- 2023
  - Glass Onion: Knives Out (Glass Onion: A Knives Out Mystery)
  - Gli spiriti dell'isola (The Banshees of Inisherin)
  - Everything Everywhere All at Once
  - The Fabelmans
  - The Woman King
  - Women Talking - Il diritto di scegliere (Women Talking)
- 2024[1][2]
  - Oppenheimer
  - Air - La storia del grande salto (Air)
  - Barbie
  - Il colore viola (The Color Purple)
  - The Holdovers - Lezioni di vita (The Holdovers)
  - Killers of the Flower Moon

- 2025[3][4]
  - Conclave
  - Anora
  - Emilia Pérez
  - Saturday Night
  - Sing Sing
  - Wicked (Wicked: Part I)